# Visitador
Un visitador (del llatí visitator) en l'església catòlica és un clergue secular o regular carregat de visites d'inspecció o de reconeixement. N'hi ha de dos tipus, els ordinaris que tenen una funció permanent d'inspector o els visitadors extraordinaris, carregats d'una missió particular. Quan es tracta d'una missió d'inspecció ordenada pel papa es parla de visitador apostòlic.
Segons el dret canònic el visitator de monestirs té el dret i l'obligació de qüestionar les membres d'una comunitat religiosa que tenen l'obligació de respondre la veritat. Als superiors els és prohibit exercir qualsevol pressió o instrucció que pugui impedir una inspecció correcta.
El terme també és utilitzat per a funcions d'inspecció d'administracions profanes. En la Generalitat de Catalunya històrica el visitador era l'oficial carregat de la missió d'examinar i vigilar tots els altres oficials. A l'inici de cada trienni s'elegien tres visitadors, un de cada braç. A Irlanda, Anglaterra i el País de Gal·les es diu visitor per a l'inspector d'universitats, hospitals i col·legis.